# لیناس
لیناس (انگلیسی: Lynas) شرکت معدن استرالیایی است، که در سال ۱۹۸۳ تأسیس شد.